# Coteau No. 255
Coteau No. 255 je venkovská samostatná správní jednotka (municipalita) v kanadské provincii Saskatchewan, nacházející se v divizi (oddělení pro sčítání lidu) 7. Sídlem místní samosprávy je osada Birsay.

## Demografie
V roce 2006 měla tato venkovská municipalita populaci o počtu 468 osob žijících v 173 příbytcích, což představovalo 8,4% pokles od roku 2001. Na ploše 899,27 km² měla hustotu obyvatelstva 0,5 obyv./km².

## Obce
V této municipalitě se nacházejí následující obce:
Vesnice tvořící rekreační resort
- Coteau Beach

Osady s organizovaným statusem
- Hitchcock Bay

Samoty
- Birsay, sídlo místní samosprávy
- Dunblane
- Lyons
- Tichfield Junction
- Tullis

## Doprava
- Saskatchewan Highway 44
- Saskatchewan Highway 45
- Saskatchewan Highway 373
- Saskatchewan Highway 646
- Canadian National Railway
- Lucky Lake Airport

## Zajímavosti
- Přehradní nádrž Gardiner Dam
- Přírodní památka Lucky Lake Heritage Marsh
- Centrum experimentální archeologie Hitchcock's Hideaway Archaeological Field School
- Hitchcockova chata
- Elbow Harbour Provincial Recreation Site
- Elbow Museum / Mistusinne Cairns